# O'zbekiston Respublikasi Qurolli Kuchlari
Le Forze armate della Repubblica dell'Uzbekistan in (uzbeko:  O'zbekiston Respublikasi Qurolli Kuchlari, Ўзбекистон Республикаси Қуролли Кучлари)sono le forze armate unificate dell'Uzbekistan. Si compongono di forze terrestri, forze aeree e di difesa aerea sotto il controllo del ministero della difesa. Le unità paramilitari includono la guardia nazionale, le truppe di frontiera del servizio di sicurezza dello stato, e la forza fluviale. Sono riportate essere le più forti e numerose forze armate dell'asia centrale. Il paese ha iniziato anche una procedura di professionalizzazione delle sue forze armate, uno sforzo ha che ricevuto soltanto un limitato successo ed irregolare supporto governativo. Ma anche in Uzbekistan, questi cambiamenti rappresentano meramente un inizio modesto e la maggior parte dei benifici sono concentrati in poche elite, formazioni a maggiore prontezza anziché essere applicate uniformemente alle intere forze armate. Le forze armate uzbeke sono tristemente inadeguate, ma molto superiori a quelle dei suoi paesi vicini.